# المراهق الكبير (فلم)
المراهق الكبير هو فيلم مصري عرض عام 1961، بطولة هند رستم وعماد حمدي، ومن إخراج محمود ذو الفقار.

## قصة الفيلم
أحمد كمال (عماد حمدي) كاتب قصص عاطفية شهير، مريض بالكبد والمرارة وسنه 45 عامًا، مضرب عن الزواج، وله العديد من المغامرات العاطفية. عم فاضل (حسين عسر) ناظر عزبة أحمد، وله ابنة شابة هي نادية (زيزي البدراوي)، وابن محامي هو عادل (يوسف فخر الدين) يعمل في مكتب أحمد كمال، أما الدكتور مدحت (كمال حسين)، فهو صديق لأحمد، وطبيبه الخاص، وله أخت هي سعاد (مديحه سالم) خطيبة لعادل، سونيا الراقصة (هند رستم) رفيقة أحمد منذ عشرة أعوام وتسعى لإنهاء إضراب أحمد عن الزواج، أما درية (شهيره كمال) فهي زوجة علي (نظيم شعراوى) تطارد أحمد، ولكنه يصدها لأنه لا يصادق أي امرأة متزوجة، أما ناني (سمر عطية) موردة النساء لأحمد، فتعرفه بزينات (عايدة هلال)، المعجبة بقصصه منذ زمن وتحبه وعندما يصحبها لمنزله، تتبعهم سونيا الراقصة، وتطردها من المنزل، ولكنه يأخذها إلى العزبة مدعياً أنها السكرتيرة الجديدة، ولكنه لا يهنأ معها لحظة لوصول عادل وخطيبته سعاد، ثم تلتهم سونيا التي نصحت زينات بالاهتمام بزوجها وأبناءها أفضل من الجري وراء نزوة، يشك علي في تصرفات زوجته درية نحو أحمد، ويتشاجر معها، فتترك له المنزل وتذهب إلى منزل أحمد الذي يطردها، ولكنها أصرت على الدخول، وأبلغ علي البوليس الذي قام بضبط الزوجة الخائنة في بيت أحمد، وكانت فضيحة أصيب على أثرها أحمد بأزمة قلبية عالجه منها الدكتور مدحت وطلب منه الراحة التامة في العزبة، وهناك قامت نادية بالعناية به حتى تماثل للشفاء، ولفتت ناديه نظر أحمد بعد أن كبرت وأحس بعاطفة نحوها فطلبها من والدها عم فاضل الذي وافق ولكن طلب منه أحمد التكتم على الأمر حتى يعرف رأي نادية، مرض عم فاضل وأوشك على الموت، فطلب من ابنته نادية الزواج بأحمد ومات، يطلب أحمد من نادية أن تخفي الخبر حتى الأربعين، ولاحظ أحمد أن هناك تقارب بين نادية والدكتور مدحت لأن سنهم متقارب، فأسرع بإعلان اتفاقه مع نادية على الزواج، ولمح أحمد في عيون الجميع رفضهم لهذا الزواج لفارق السن وبذلت سونيا جهداً كبيراً لإثناء أحمد عن عزمه دون جدوى ليس لكونها تريده هي، ولكنها أشفقت عليه من تلك الزيجة، وفي يوم الفرح وأمام المأذون أمسك أحمد بقلبه مدعياً إصابته بأزمة حتى يحضر الدكتور مدحت، وعندما حضر طلب من المأذون أن يكتب كتاب نادية على مدحت وعادل على سعاد وتزوج هو من سونيا الراقصة.

## طاقم التمثيل
- هند رستم: (سونيا)
- عماد حمدي: (أحمد)
- زيزي البدراوي: (نادية)
- عايدة هلال: (زينات)
- يوسف فخر الدين: (عادل)
- كمال حسين: (مدحت)
- مديحة سالم: (سعاد)
- شهيرة كمال: (درية)
- نظيم شعراوي: (علي)
- سمر عطية: (ناني)
- ميمي جمال
- عبد الغني النجدي
- حسين عسر
- عبد المنعم بسيوني
- حسين إسماعيل
- محمد الهواري
- نصر الدين مصطفى
- محمد قطامش
- محمد طه
- فرقة رضا

## فريق العمل
- إخراج: محمود ذو الفقار
- قصة: محمود ذو الفقار
- سيناريو: محمود ذو الفقار، محمد أبو يوسف
- حوار: محمد أبو يوسف
- مدير التصوير: علي خير الله
- مونتاج: حسين عفيفي
- إنتاج: أفلام العصر الذهبى
- توزيع: الشرق لنوزيع الأفلام

## روابط خارجية
- مقالات تستعمل روابط فنية بلا صلة مع ويكي بيانات